# ソンタヤ・ケーウバンディット
ソンタヤ・ケーウバンディット（原語表記:สนธยา แก้วบัณฑิต、RTGS:Sonthaya Kaeobandit、ラテン翻記:Sontaya Keawbundit、1991年9月2日 - ）は、タイ王国の元女子バレーボール選手である。元タイ王国代表。

## 所属クラブ
- コーンケン（英語版）（2009-2013年）
- フェーダーブラウ（英語版）（2011-2012年）
- RCコーラ・レイダーズ（英語版）（2013-2014年）
- バンコク（英語版）（2015-2016年）
- コーンケン（英語版）（2016-2017年）
- バンコク（英語版）（2018-2020年）

## 球歴

### ジュニア代表
- 2009年 - 世界ジュニア選手権 14位

### ユニバーシアード代表
- 2013年 - ユニバーシアードカザン大会  銅メダル

### シニア代表
- 2012年 - ワールドグランプリ 4位
- 2012年 - アジアカップ・バレーボール選手権  金メダル
- 2013年 - ワールドグランプリ 16位